# Liste de jeux Amiga CDTV
La liste de jeux Amiga CDTV répertorie les jeux vidéo disponibles sur la plate-forme Amiga CDTV.
- Haut – A
- B
- C
- D
- E
- F
- G
- H
- I
- J
- K
- L
- M
- N
- O
- P
- Q
- R
- S
- T
- U
- V
- W
- X
- Y
- Z

## 0-9
- 17-Bit Collection

## A
- Air Warrior
- All Dogs Go to Heaven

## B
- Battle Chess
- Battlestorm
- Burn For Barney, A

## C
- Camel Racer
- Case of the Cautious Condor, The
- Casino Games
- Chaos in Andromeda: Eyes of the Eagle
- Classic Board Games
- Cover Girl Poker
- Cover Girl Strip Poker
- Curse of RA, The

## D
- Defender of the Crown
- Defender of the Crown II

## E
- E.S.S. Mega
- Emerald Mines

## F
- Falcon
- Fantastic Voyage
- fears (doom-like)

## G
- Gamers' Delight
- Gangster Pursuit
- Guy Spy and the Crystals of Armageddon

## H
- Holiday Maker
- Hound of the Baskervilles, The

## I
- Indiana Jones et la dernière croisade
- Insight Dinosaurs
- Insight Technology

## J
- Jack Nicklaus Golf

## L
- Lemmings
- Logical
- Loom

## M
- Mind Run
- Murder Makes Strange Deadfellows

## N
- North Polar Expedition

## P
- Pinocchio
- Power Pinball
- Prehistorik
- Prey: An Alien Encounter
- Psycho Killer

## R
- Raffles

## S
- Sherlock Holmes: Consulting Detective
- SimCity
- Snoopy: The Case of the Missing Blanket
- Spirit of Excalibur
- Stadt Der Löwen, Die
- Strip Poker Live
- Super Games Pak

## T
- Team Yankee: So Real, You can see the Smoke
- Tie-Break
- Top Banana
- Town With No Name, The
- Trivial Pursuit: The CDTV Edition
- Turrican
- Turrican II: The Final Fight

## U
- Ultimate Basketball

## W
- Will Bridge Intermediate Practice
- Will Bridge Practice Collection
- Winzer
- Wrath of the Demon

## X
- Xenon 2: Megablast

## Z
- Haut – A
- B
- C
- D
- E
- F
- G
- H
- I
- J
- K
- L
- M
- N
- O
- P
- Q
- R
- S
- T
- U
- V
- W
- X
- Y
- Z